# Беоулф (герой)
Вижте пояснителната страница за други значения на Беоулф.
Беоулф („Живият вълк“ или "Белият вълк, още Биоулф и Беовулф) е митично-епичен културен герой, главен персонаж в англосаксонската поема „Беоулф“.
Принадлежи на геатското племе (от южните части на Швеция). Той е прославен воин и храбрец. Силата му се равнява на силата на 30 мъже, а ризницата му е изработена от магьосника-ковач Уейланд или Веланд.
Първият подвиг на младия Беоулф е преплуването на океана. Героят се обзалага с Брека, владетел на брондингите, че може да плува сам дни наред навътре в морето. Той наистина се бори с вълните в продължение на девет дни, преминава и през буря като при това е облечен с рицницата си и носи своя меч. Нападнат от морски чудовища, той се сражава с тях над дълбините, побеждава ги и успешно се връща на родния бряг.
В служба на своя крал и роднина Хигелак, Беоулф неведнъж побеждава враговете на своя народ. Вече утвърден герой, той отплава с малка група воини към земите на датския крал Хродгар. Там той избавя владетеля от жестокото чудовище Грендел и неговата майка. Получава множество дарове и се връща в родния край.
След гибелта на крал Хигелак Беоулф сяда на гаутския трон и в продължение на петдесет години царува успешно и печели множество нови победи. Вече престарял, той влиза сам в битка с отровен, безкрил дракон и отново излиза победител, но сам е ранен и скоро умира. С оплакването на крал Беоулф завършва и поемата „Беоулф“.